# J. Cole
Джермейн Ламарр Коул (нар. 28 січня 1985), більш відомий як J. Cole — американський хіп-хоп, виконавець. Проживає у Феєтвіллі, штат Північна Кароліна, Коул спочатку отримав визнання як репер після виходу свого дебютного мікстейпу The Come Up на початку 2007 року. Він також випустив ще два мікстейпи після приєднання в 2009 році до лейблу Jay-Z Roc Nation.
Коул випустив свій дебютний студійний альбом Cole World: The Sideline Story в 2011 році. Він дебютував на # 1 в США на Billboard 200, і незабаром стає платиновим.
Його наступні два релізи: Born Sinner (2013) і 2014 Forest Hills Drive ,отримали в основному позитивні відгуки від критиків, будучи одночасно сертифіковані платиновими в Сполучених Штатах. Також 2014 Forest Hills Drive був номінований на нагороду Греммі 2016 року як найкращий реп альбом.
У грудні 2016 року Коул випустив свій четвертий студійний альбом 4 Your Eyez Only. Альбом дебютував у # 1 на Billboard 200 і був сертифікованим платиною в квітні 2017 року.

## Біографія
Джермейн Ламарр Коул народився 28 січня 1985 року на американській військовій базі у Франкфурті, ФРН. Його батько був афро-американським солдатом, який служив у армії США, його мати була білою американкою, яка працювала поштовим працівником для поштової служби Сполучених Штатів.
Батько Джермейна пізніше покинув сім'ю під час своєї молодості, спонукавши його мати переїхати Коула та його брата, Зака Коула, у Феєтвіль, штат Північна Кароліна. Коул виріс у багатонаціональному середовищі, і коли його запитали про те, наскільки сильно впливає його етнічність, Коул прокоментував: «Я можу ототожнюватися з білими людьми, тому що я знаю свою матір, її сторону сім'ї, кого я люблю, але в кінці дня [я] ніколи не відчував себе білим. Я можу ототожнюватися [з білими ], але ніколи не вважаю, що я один з них. Я більше ототожнююся з тим, як я виглядаю, тому що, це так як, до мене так ставились [але] не обов'язково негативно».
У молодості Коул захоплювався баскетболом та музикою, а до 2003 року виконував функції першого скрипаля для оркестру Террі Санфорда.
Коул почав читати реп у віці дванадцяти років, і побачив його як ідеальну професію в 2000 році, коли його мати придбала синтезатор ASR-X як подарунок на Різдво. У цей період Коул підвищив акценти на вдосконалення своїх виробничих навичок, пізніше почав продюсувати під псевдонімом Therapist.
Після закінчення середньої школи з середнім балом 4,2 , Коул вирішив, що його шанси на забезпечення контракту на реєстрацію будуть кращими в Нью-Йорку. Він переїхав до туди і прийняв стипендію в Університеті Св. Іоанна. Спочатку спеціаліст з інформатики, Коул пізніше перейшов на комунікацію та бізнес після того, як побачив життя самотнього професора інформатики. У коледжі Коул був президентом панафриканської студентської коаліції Haraya. Він закінчив коледж з відзнакою magna cum laude у 2007 році, з середнім балом 3,8. Незважаючи на випуск, Коул офіційно отримав ступінь свого ступеня на концерті в 2015 році, через те, що він заборгував гроші за книгу бібліотеки, змусивши університет відмовитися від надання йому ступеня.
Пізніше Коул працював у різних фахових роботах у Феєтвілі, такі як: рекламний продавець для газети, збирач рахунку, файловий клерк та талісман кенгуру на ковзанах.

## Особисте життя
У інтерв'ю з режисером Раяном Куглером у січні 2016 року Коул зізнався, що він одружений. Його дружина Меліса Хеголт навчалась в університеті Св. Іоанна з Коулом. Вона є виконавчим директором фонду Dreamville. У пари є дочка, народжена в грудні 2016 року.

## Дискографія
- Cole World: The Sideline Story (2011)
- Born Sinner (2013)
- 2014 Forest Hills Drive (2014)
- 4 Your Eyez Only (2016)
- KOD (2018)
- The Off-Season (2021)